# Jakob Bohr
Jakob Bohr (17. februar 1957) er en dansk fysiker, forsker og professor på Institut for Matematik og Computer Science på Danmarks Tekniske Universitet. Han forsker bl.a. i molekylær biofysik, Helix-strukturer, nanoteknologi, faststoffysik, magnetisme og magnetisk røntgen spredning.
Bohr blev uddannet civilingeniør fra DTU i 1980, og han læste herefter en ph.d. samme sted.
I perioden 1984-1984 arbejdede han på Brookhaven National Laboratory som fysiker. I 1991 blev han dr.techn.. Han har også været præsident for panelet der uddeler Descartes Prize i 2000.
I 1999 var han med til at udvikle teorier sammen med bl.a. Søren Brunak, som den amerikanske selskab DuPont brugte 100 mio. kr. på.
Han har været gæsteprofessor på Christian-Albrechts-Universität zu Kiel i Kiel, Tyskland i 2007 og Institut Laue–Langevin i Grenoble, Frankrig.

## Privatliv
Han er søn af Ernest Bohr og Else Richter Bohr. Han er barnebarn af den danske fysiker Niels Bohr.
Han er gift med Dorothy Jean Hesselman, og sammen har de tre børn.

## Hæder
Priser
- 2013: Villum Kann Rasmussens Årslegat, Villum Fonden[4]

Medlemskaber af videnskabsakademier
- 1993-1996: Formand for Dansk Fysisk Selskab
- 2014: Fellow på Institute of Physics, UK and Ireland
- Akademiet for de Tekniske Videnskaber[5]
- Danmarks Naturvidenskabelige Akademi[6]